# Friedrich Bertram Sixt von Armin
Friedrich Bertram Sixt von Armin (27 november 1851 - 30 september 1936) was een Duits generaal tijdens de Eerste Wereldoorlog.

## Loopbaan tot 1914
Sixt von Armin werd geboren in Wetzlar in het Rijnland. In 1870 werd hij cadet in het IVe Garderegiment, in de Frans-Duitse Oorlog raakte de jongeman ernstig gewond in de Slag bij Gravelotte. Hij werd met het IJzeren Kruis IIe Klasse onderscheiden en tot luitenant bevorderd. Als luitenant was hij adjudant van zijn regiment en vervulde hij staffuncties.
In 1900 was Friedrich Bertram Sixt von Armin opgeklommen tot kolonel en kreeg hij het commando over het 55e Regiment Infanterie. Al na een jaar werd hij opgenomen in de Generale Staf en werd hij Chef-Staf van de Koninklijke Garde met in 1903 de rang van Generaal-Majoor. In 1906 werd hij Luitenant-Generaal.
In 1908 werd het commando over de XIIIe Divisie in Münster aan Friedrich Bertram Sixt von Armin gegeven. In 1911 volgde hij
Generaal Paul von Hindenburg op als bevelhebber van het Legerkorps in Maagdenburg. In 1913 werd Sixt von Armin gepromoveerd tot generaal.

## De Eerste Wereldoorlog

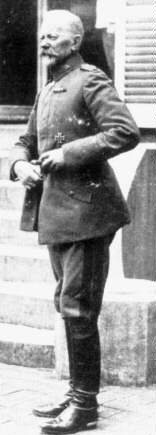
Sixt von Armin

In 1914 trok Generaal Sixt von Armin met zijn Ie Leger ten strijde tegen Frankrijk. In 1916 kreeg hij voor zijn leiding in de loopgravenoorlog bij Arras en de Somme de Orde Pour le Mérite. In 1917 werd hij bevelhebber van het IVe Leger aan het front in Vlaanderen en leidde hij de Derde Slag bij Ieper. In deze gevechten stond Sixt von Armin tegenover het Britse Expeditieleger en eenheden van het Belgische leger. De Keizer onderscheidde hem met de Hoge Orde van de Zwarte Adelaar waardoor hij ook Grootkruis in de Orde van de Rode Adelaar werd. Friedrich Bertram Sixt von Armin kreeg eikenbladeren bij zijn Pour le Mérite.
In Amerika verscheen in The New York Times het - valse - bericht dat Belgische boeren Generaal Sixt von Arnim zouden hebben "doodgeslagen". Zijn naam wordt vaak ten onrechte als "Von Arnim" geschreven.
Toen de Duitse linies in de herfst van 1918 voor het laatst aanvielen was Generaal Sixt von Armin nog steeds commandant van het IVe Leger. Hij veroverde de Kemmelberg maar werd gedwongen om zich op de beter te verdedigen lijn Antwerpen-Maas terug te trekken.
Toen op 11 november 1918 een wapenstilstand werd getekend trok Generaal Sixt von Armin zich met wat nu "Legergroep A" werd genoemd op ordelijke wijze terug naar Duitsland. Na de demobilisatie van zijn troepen nam Generaal Friedrich Bertram Sixt von Armin ontslag.

## Familie
Hij en zijn vrouw Klara von Voigts-Rhetz kregen vijf kinderen waaronder de latere ridderkruisdrager en oorlogsmisdadiger aan het Oostfront Luitenant-generaal Hans-Heinrich Sixt von Armin.

## Het interbellum
De gepensioneerde generaal woonde in Maagdenburg waar hij politiek actief was. Hij was een gevierd spreker en werd na zijn dood met militaire eer begraven door wat inmiddels Hitlers Wehrmacht was. In Maagdenburg werden een straat en een kazerne naar hem genoemd, maar beiden hebben sindsdien een andere naam gekregen. In Wetzlar is nog wel een "Sixt von Armin-Straße".

## Militaire loopbaan
- Fahnenjunker: 16 juli 1870[3]
- Fähnrich: 10 november 1870[3]
- Sekonde-Leutnant: 12 januari 1871[3]
- Premier-Leutnant: 17 februari 1880[3]
- Hauptmann: 17 april 1886[3]
- Major: 22 maart 1891[3]
- Oberstleutnant: 22 maart 1897[3]
- Oberst: 27 januari 1900[3]
- Generalmajor: 18 april 1903[3]
- Generalleutnant: 25 oktober 1906[3]
- General der Infanterie: 7 april 1911[3]

## Decoraties
- Pour le Mérite met Eikenloof op 3 augustus 1918[3]
- Pour le Mérite op 10 augustus 1916[3]
- IJzeren Kruis 1914, 2e klasse in 1870
- Commandeur, 1e klasse in de Medaille van de Orde van Sint-Hendrik op 7 mei 1918
- Grootkruis in de Militaire Max Joseph-Orde op 9 maart 1918
- Orde van de Zwarte Adelaar (Pruisen)
- Ridder in de Huisorde van Hohenzollern
- Ridder in de Albrechtsorde
- Ridder in de Frederiks-Orde
- Signum Laudis
- Hospitaalorde van Sint-Jan (balije Brandenburg)
  - Ereridder
- Ridder in de Orde van Berthold de Eerste